# Mutua Madrid Open 2018
Mutua Madrid Open 2018 là giải quần vợt chuyên nghiệp diễn ra ở sân đất nện ngoài trời tại Park Manzanares ở Madrid, Tây Ban Nha từ ngày 5 tháng 5 đến ngày 13 tháng 5 năm 2017. Nó là giải Madrid thứ 16 của ATP World Tour và là thứ 9 của WTA Tour. Giải nằm trong hệ thống ATP World Tour Masters 1000 của ATP World Tour 2018 và Premier Mandatory của WTA Tour 2018.

## Điểm và tiền thưởng

### Phân phối điểm
| Sự kiện | VĐ   | CK  | BK  | TK  | 1/16 | 1/32 | 1/64 | Q  | Q2 | Q1 |
| Đơn nam | 1000 | 600 | 360 | 180 | 90   | 45   | 10   | 25 | 16 | 0  |
| Đôi nam | 1000 | 600 | 360 | 180 | 90   | 10   | —    | —  | —  | —  |
| Đơn nữ  | 1000 | 650 | 390 | 215 | 120  | 65   | 10   | 30 | 20 | 2  |
| Đôi nữ  | 1000 | 650 | 390 | 215 | 120  | 10   | —    | —  | —  | —  |

### Tiền thưởng
| Sự kiện | VĐ         | CK       | BK       | TK       | 1/16    | 1/32    | 1/64    | Q2     | Q1     |
| Đơn nam | €1,190,490 | €583,725 | €293,780 | €149,390 | €77,575 | €40,900 | €22,080 | €5,090 | €2,595 |
| Đơn nữ  | €1,190,490 | €583,725 | €293,780 | €149,390 | €77,575 | €36,775 | €17,275 | €4,775 | €2,325 |
| Đôi nam | €368,670   | €180,490 | €90,540  | €46,470  | €24,020 | €12,670 | —       | —      | —      |
| Đôi nữ  | €368,670   | €180,490 | €90,540  | €46,470  | €23,500 | €12,100 | —       | —      | —      |

## Nội dung đơn ATP

### Hạt giống
The following are the seeded players. Seedings are based on ATP rankings as of ngày 30 tháng 4 năm 2018. Rankings and points before are as of ngày 7 tháng 5 năm 2018.
| Hạt giống | Xếp hạng | Tay vợt               | Điểm trước thi đấu | Điểm bảo vệ | Điểm thắng | Điểm sau thi đấu | Thực trạng                                 |
| --------- | -------- | --------------------- | ------------------ | ----------- | ---------- | ---------------- | ------------------------------------------ |
| 1         | 1        | Rafael Nadal          | 8,770              | 1,000       | 180        | 7,950            | Quarterfinals lost to Dominic Thiem [5]    |
| 2         | 3        | Alexander Zverev      | 5,195              | 180         | 1000       | 6,015            | Champion, defeated Dominic Thiem [5]       |
| 3         | 4        | Grigor Dimitrov       | 4,950              | 90          | 10         | 4,870            | Second round lost to Milos Raonic          |
| 4         | 6        | Juan Martín del Potro | 4,470              | (20)‡       | 90         | 4,540            | Third round lost to Dušan Lajović [Q]      |
| 5         | 7        | Dominic Thiem         | 3,545              | 600         | 600        | 3,545            | Runner-up, lost to Alexander Zverev [2]    |
| 6         | 8        | Kevin Anderson        | 3,345              | (45)†       | 360        | 3,660            | Semifinals lost to Dominic Thiem [5]       |
| 7         | 9        | John Isner            | 3,125              | 0           | 180        | 3,305            | Quarterfinals lost to Alexander Zverev [2] |
| 8         | 10       | David Goffin          | 3,020              | 180         | 90         | 2,930            | Third round lost to Kyle Edmund            |
| 9         | 11       | Pablo Carreño Busta   | 2,280              | 10          | 10         | 2,280            | First round lost to Borna Ćorić            |
| 10        | 12       | Novak Djokovic        | 2,220              | 360         | 45         | 1,905            | Second round lost to Kyle Edmund           |
| 11        | 14       | Roberto Bautista Agut | 2,175              | 10          | 45         | 2,210            | Second round lost to Philipp Kohlschreiber |
| 12        | 15       | Jack Sock             | 2,155              | 10          | 10         | 2,155            | First round lost to Pablo Cuevas           |
| 13        | 16       | Diego Schwartzman     | 2,085              | 45          | 90         | 2,130            | Third round lost to Rafael Nadal [1]       |
| 14        | 17       | Tomáš Berdych         | 2,060              | 90          | 10         | 1,980            | First round lost to Richard Gasquet        |
| 15        | 18       | Lucas Pouille         | 1,995              | 10          | 10         | 1,995            | First round lost to Benoît Paire           |
| 16        | 19       | Fabio Fognini         | 1,840              | 45          | 10         | 1,805            | First round lost to Leonardo Mayer         |

† The player did not qualify for the tournament in 2017. Accordingly, points for his 18th best result are deducted instead.

‡ The player used an exemption to skip the tournament in 2017. Accordingly, points for his 18th best result are deducted instead.

### Vận động viên khác
Đặc cách:
- Pablo Andújar
- Roberto Carballés Baena
- Guillermo García López
- Stefanos Tsitsipas

Vượt qua vòng loại:
- Nikoloz Basilashvili
- Marius Copil
- Federico Delbonis
- Evgeny Donskoy
- Nicolás Kicker
- Mikhail Kukushkin
- Dušan Lajović

### Rút lui
Trước giải đấu
- Marin Čilić → thay thế bởi  Julien Benneteau
- Roger Federer → thay thế bởi  Denis Shapovalov
- David Ferrer → thay thế bởi  Jan-Lennard Struff
- Filip Krajinović → thay thế bởi  Daniil Medvedev
- Nick Kyrgios → thay thế bởi  Mischa Zverev
- Gilles Müller → thay thế bởi  Paolo Lorenzi
- Andy Murray → thay thế bởi  Benoît Paire
- Sam Querrey → thay thế bởi  Jared Donaldson
- Andrey Rublev → thay thế bởi  Tennys Sandgren
- Jo-Wilfried Tsonga → thay thế bởi  Ryan Harrison
- Stan Wawrinka → thay thế bởi  Peter Gojowczyk

## Nội dung đôi ATP

### Hạt giống
| Quốc gia | Tay vợt               | Quốc gia | Tay vợt                | Xếp hạng1 | Hạt giống |
| -------- | --------------------- | -------- | ---------------------- | --------- | --------- |
| POL      | Łukasz Kubot          | BRA      | Marcelo Melo           | 3         | 1         |
| Hoa Kỳ   | Bob Bryan             | Hoa Kỳ   | Mike Bryan             | 10        | 2         |
| FIN      | Henri Kontinen        | AUS      | John Peers             | 15        | 3         |
| FRA      | Pierre-Hugues Herbert | FRA      | Nicolas Mahut          | 26        | 4         |
| GBR      | Jamie Murray          | BRA      | Bruno Soares           | 27        | 5         |
| COL      | Juan Sebastián Cabal  | COL      | Robert Farah           | 36        | 6         |
| CRO      | Ivan Dodig            | Hoa Kỳ   | Rajeev Ram             | 37        | 7         |
| IND      | Rohan Bopanna         | FRA      | Édouard Roger-Vasselin | 44        | 8         |

- Bảng xếp hạng cập nhật vào ngày 30 tháng 4 năm 2018.

### Vận động viên khác
Đặc cách:
- David Marrero /  Fernando Verdasco
- Florin Mergea /  Daniel Nestor

### Rút lui
- Bob Bryan (chấn thương hông)

## Nội dung đơn WTA

### Hạt giống
The following are the seeded players. Seedings are based on WTA rankings as of ngày 30 tháng 4 năm 2018. Rankings and points before are as of ngày 7 tháng 5 năm 2018.
| Hạt giống | Xếp hạng | Tay vợt              | Điểm trước thi đấu | Điểm bảo vệ | Điểm thắng | Điểm sau thi đấu | Thực trạng                                   |
| --------- | -------- | -------------------- | ------------------ | ----------- | ---------- | ---------------- | -------------------------------------------- |
| 1         | 1        | Simona Halep         | 8,055              | 1,000       | 215        | 7,270            | Quarterfinals lost to Karolína Plíšková [6]  |
| 2         | 2        | Caroline Wozniacki   | 6,790              | 65          | 120        | 6,845            | Third round lost to Kiki Bertens             |
| 3         | 3        | Garbiñe Muguruza     | 6,065              | 10          | 120        | 6,175            | Third round lost to Daria Kasatkina [14]     |
| 4         | 4        | Elina Svitolina      | 5,450              | 10          | 65         | 5,505            | Second round lost to Carla Suárez Navarro    |
| 5         | 5        | Jeļena Ostapenko     | 5,273              | (1)†        | 10         | 5,282            | First round lost to Irina-Camelia Begu       |
| 6         | 6        | Karolína Plíšková    | 5,100              | 65          | 390        | 5,425            | Semifinals lost to Petra Kvitová [10]        |
| 7         | 7        | Caroline Garcia      | 4,700              | 10          | 390        | 5,080            | Semifinals lost to Kiki Bertens              |
| 8         | 8        | Venus Williams       | 4,276              | 0           | 10         | 4,286            | First round lost to Anett Kontaveit          |
| 9         | 9        | Sloane Stephens      | 3,939              | 0           | 120        | 4,059            | Third round lost to Karolína Plíšková [6]    |
| 10        | 10       | Petra Kvitová        | 3,550              | 0           | 1000       | 4,550            | Champion, defeated Kiki Bertens              |
| 11        | 12       | Julia Görges         | 2,980              | 10          | 120        | 3,090            | Third round lost to Caroline Garcia [7]      |
| 12        | 13       | CoCo Vandeweghe      | 2,738              | 215         | 10         | 2,533            | First round lost to Kristina Mladenovic      |
| 13        | 14       | Madison Keys         | 2,722              | 10          | 10         | 2,722            | First round lost to Sara Sorribes Tormo [WC] |
| 14        | 15       | Daria Kasatkina      | 2,570              | 10          | 215        | 2,775            | Quarterfinals lost to Petra Kvitová [10]     |
| 15        | 17       | Anastasija Sevastova | 2,505              | 390         | 65         | 2,180            | Second round lost to Kiki Bertens            |
| 16        | 19       | Magdaléna Rybáriková | 2,295              | (80)‡       | 10         | 2,225            | First round lost to Johanna Konta            |

† The player did not qualify for the tournament in 2017. Accordingly, points for her 16th best result are deducted instead.

‡ The player did not qualify for the tournament in 2017, but was defending points from an ITF Women's Circuit tournament.

### Vận động viên khác
Đặc cách:
- Lara Arruabarrena
- Georgina García Pérez
- Marta Kostyuk
- Monica Puig
- Sara Sorribes Tormo

Xếp hạng được bảo vệ:
- Victoria Azarenka

Vượt qua vòng loại:
- Danielle Collins
- Sara Errani
- Bernarda Pera
- Kristýna Plíšková
- Aryna Sabalenka
- Anna Karolína Schmiedlová
- Sílvia Soler Espinosa
- Natalia Vikhlyantseva

### Rút lui
Trước giải đấu
- Timea Bacsinszky → thay thế bởi  Maria Sakkari
- Catherine Bellis → thay thế bởi  Kateřina Siniaková
- Angelique Kerber → thay thế bởi  Donna Vekić
- Agnieszka Radwańska → thay thế bởi  Aleksandra Krunić
- Lucie Šafářová → thay thế bởi   Alison Van Uytvanck
- Laura Siegemund → thay thế bởi  Zarina Diyas
- Serena Williams → thay thế bởi  Wang Qiang

## Nội dung đôi WTA

### Hạt giống
| Quốc gia | Tay vợt                   | Quốc gia | Tay vợt                     | Xếp hạng1 | Hạt giống |
| -------- | ------------------------- | -------- | --------------------------- | --------- | --------- |
| RUS      | Ekaterina Makarova        | RUS      | Elena Vesnina               | 4         | 1         |
| CZE      | Andrea Sestini Hlaváčková | CZE      | Barbora Strýcová            | 17        | 2         |
| HUN      | Tímea Babos               | FRA      | Kristina Mladenovic         | 19        | 3         |
| CAN      | Gabriela Dabrowski        | CHN      | Xu Yifan                    | 26        | 4         |
| TPE      | Latisha Chan              | Hoa Kỳ   | Bethanie Mattek-Sands       | 32        | 5         |
| CZE      | Barbora Krejčiková        | CZE      | Kateřina Siniaková          | 34        | 6         |
| SLO      | Andreja Klepač            | ESP      | María José Martínez Sánchez | 36        | 7         |
| TPE      | Chan Hao-ching            | CHN      | Yang Zhaoxuan               | 39        | 8         |

- Bảng xếp hạng cập nhật vào ngày 30 tháng 4 năm 2018.

### Vận động viên khác
Đặc cách:
- Sorana Cîrstea /  Sara Sorribes Tormo
- Anabel Medina Garrigues /  Arantxa Parra Santonja

Thay thế:
- Christina McHale /  Peng Shuai
- Anastasia Pavlyuchenkova /  Olga Savchuk

### Rút lui
Trước giải đấu
- Kateryna Bondarenko (chấn thương đầu)
- Elise Mertens (bệnh đường tiêu hóa)
- Jeļena Ostapenko (chấn thương bụng)

## Nhà vô địch

### Đơn nam
- Alexander Zverev thắng  Dominic Thiem, 6–4, 6–4

### Đơn nữ
- Petra Kvitová thắng  Kiki Bertens, 7–6(8–6), 4–6, 6–3

### Đôi nam
- Nikola Mektić /  Alexander Peya thắng  Bob Bryan /  Mike Bryan, 5–3, ret.

### Đôi nữ
- Ekaterina Makarova /  Elena Vesnina thắng  Tímea Babos /  Kristina Mladenovic, 2–6, 6–4, [10–8]